# Liste der Nummer-eins-Hits in Frankreich (1960)
Diese Liste enthält alle Nummer-eins-Hits in Frankreich im Jahr 1960. Es gab in diesem Jahr fünf Nummer-eins-Singles.
| - Les Compagnons de la chanson – Le marchand de bonheur - 13 Wochen (15. November 1959 – 14. Februar 1960) - Johnny Hallyday – T'aimer follement - 4 Wochen (15. Februar – 13. März) - Bob Azzam – Mustapha - 18 Wochen (14. März – 17. Juli) - Melina Mercouri – Les enfants du Pirée - 21 Wochen (18. Juli – 11. Dezember) - Dalida – Itsi bitsi petit bikini - 4 Wochen (12. Dezember 1960 – 8. Januar 1961) |